# Bohumil Kinský
Bohumil Kinský (1898 Krippen, Sasko – 1987 Turnov) byl učitel a ředitel Měšťanské školy v České Lípě, zakladatel a člen řady spolků na Českolipsku, muzejní pracovník, fotograf, autor turistických průvodců.

## Životopis
Vystudoval v Učitelském ústavu v Jičíně. Jako učitel působil v tehdy převážně německém prostředí České Lípy od roku 1924 a svou činností podporoval vše české. V březnu 1928 byl spoluzakladatelem místní pobočky Klubu československých turistů (dnes KČT Česká Lípa) a téhož roku spolu se školním inspektorem Josefem Maštálkem i Český muzejní spolek pro kraj Českolipský. České muzeum získalo své místo v české Tyršově škole, kde byl odborným učitelem. V roce 1935 se stal na rok správcem muzea, které se poté přestěhovalo na zámek Zákupy.
Po skončení II. světové války (tu strávil v Turnově) se stal v roce 1945 ředitelem Tyršových škol v České Lípě a o rok později převzal do své správy i českolipské muzeum. V roce 1948 byl s funkce ředitele školy odvolán a vystřídal Josefa Maštálka na postu předsedy Muzejního spolku pro kraj českolipský. Spolek byl v roce 1951 zrušen. Českolipské muzeum (bylo i krajským), tehdy působící v Červeném domě vedle hradu Lipý, vedl do roku 1952. Poté jej vystřídal Břetislav Vojtíšek. 
Předsedou českolipské pobočky KČT (později odbor turistiky) zůstal do roku 1956 a pak se z České Lípy odstěhoval. Zemřel ve vysokém věku 89 let, hrob má v Turnově.

## Autor publikací
V letech 1928 až 1936 napsal a vydal šest turistických průvodců, z nichž byl nejvíce ceněn turistický průvodce Dubské Švýcarsko z roku 1936. V roce 1945 byl jmenován prvním redaktorem sborníku Bezděz, do něhož přispíval řadou odborných článků.

## Posmrtná ocenění
Byl zařazen do krajské Síně slávy Ještědské oblasti KČT (nyní Liberecká oblast KČT), byl oceněn in memoriam v roce 2010.